# 武藏野大學
武藏野大學（日语：／ Musashino daigaku */?），簡稱武藏野大，是日本一所私立佛教系大學。

## 历史

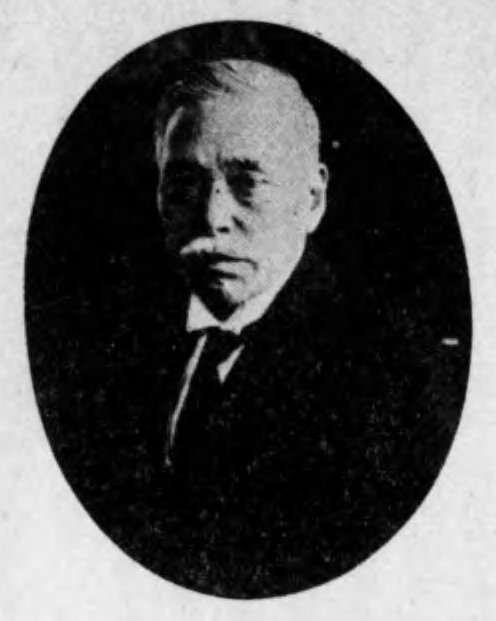
高楠順次郎

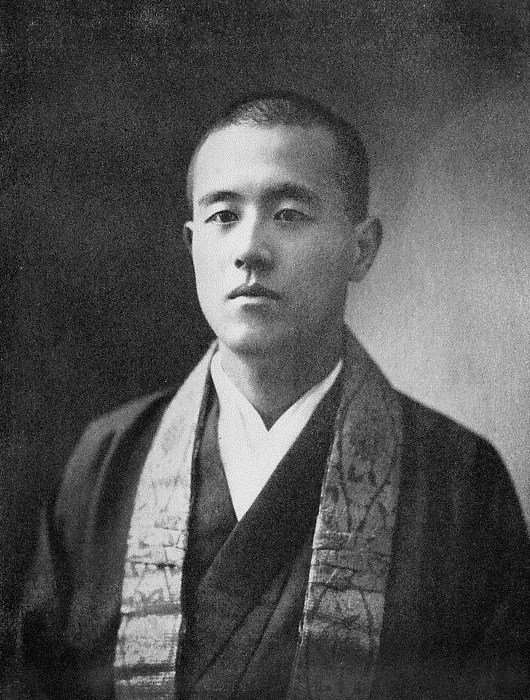
大谷光瑞

1965年創建，分別設有有明校區（東京都江東區有明）和武藏野校區（東京都西東京市）。

## 画廊

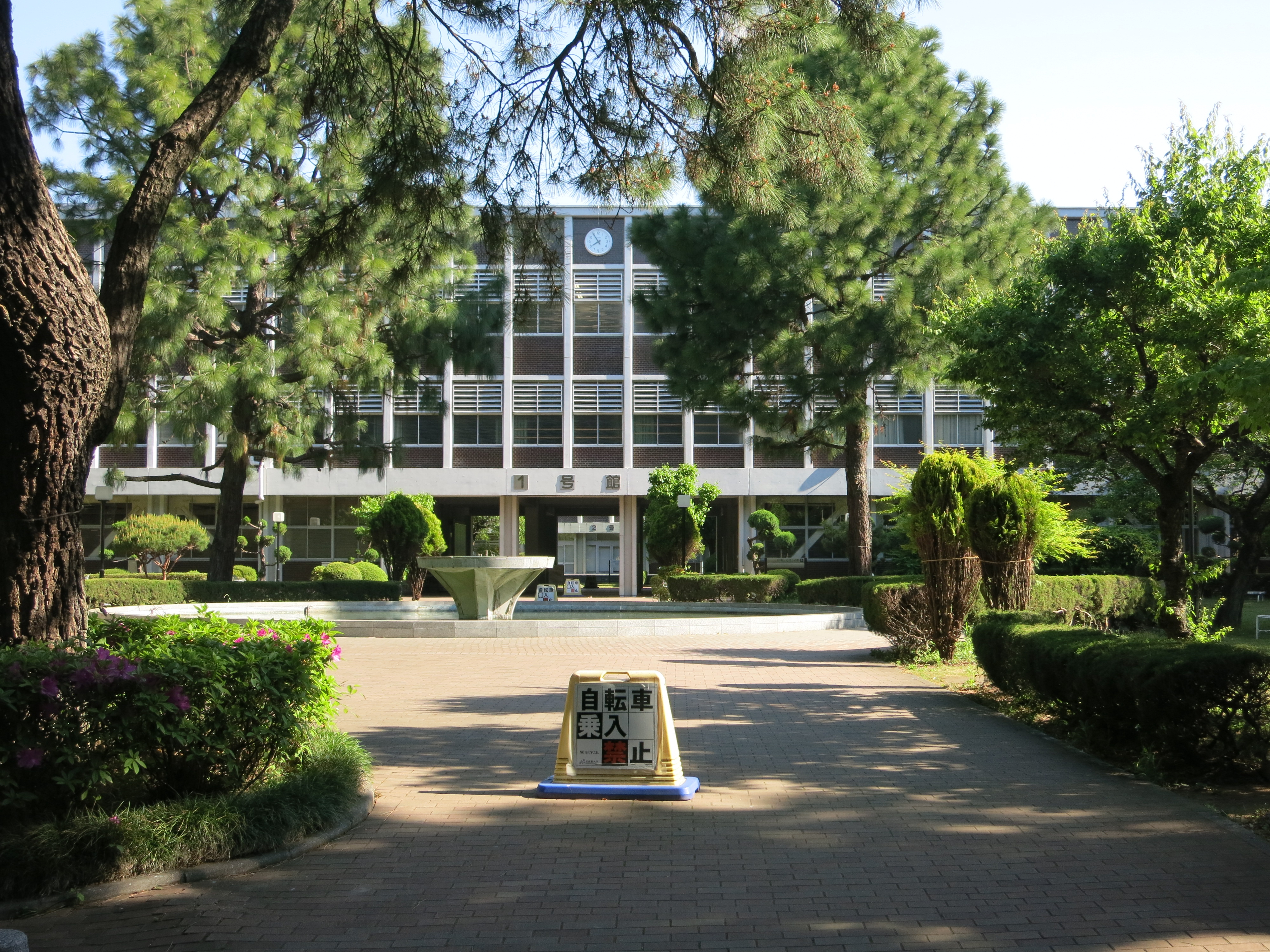
武蔵野キャンパス（1号館）
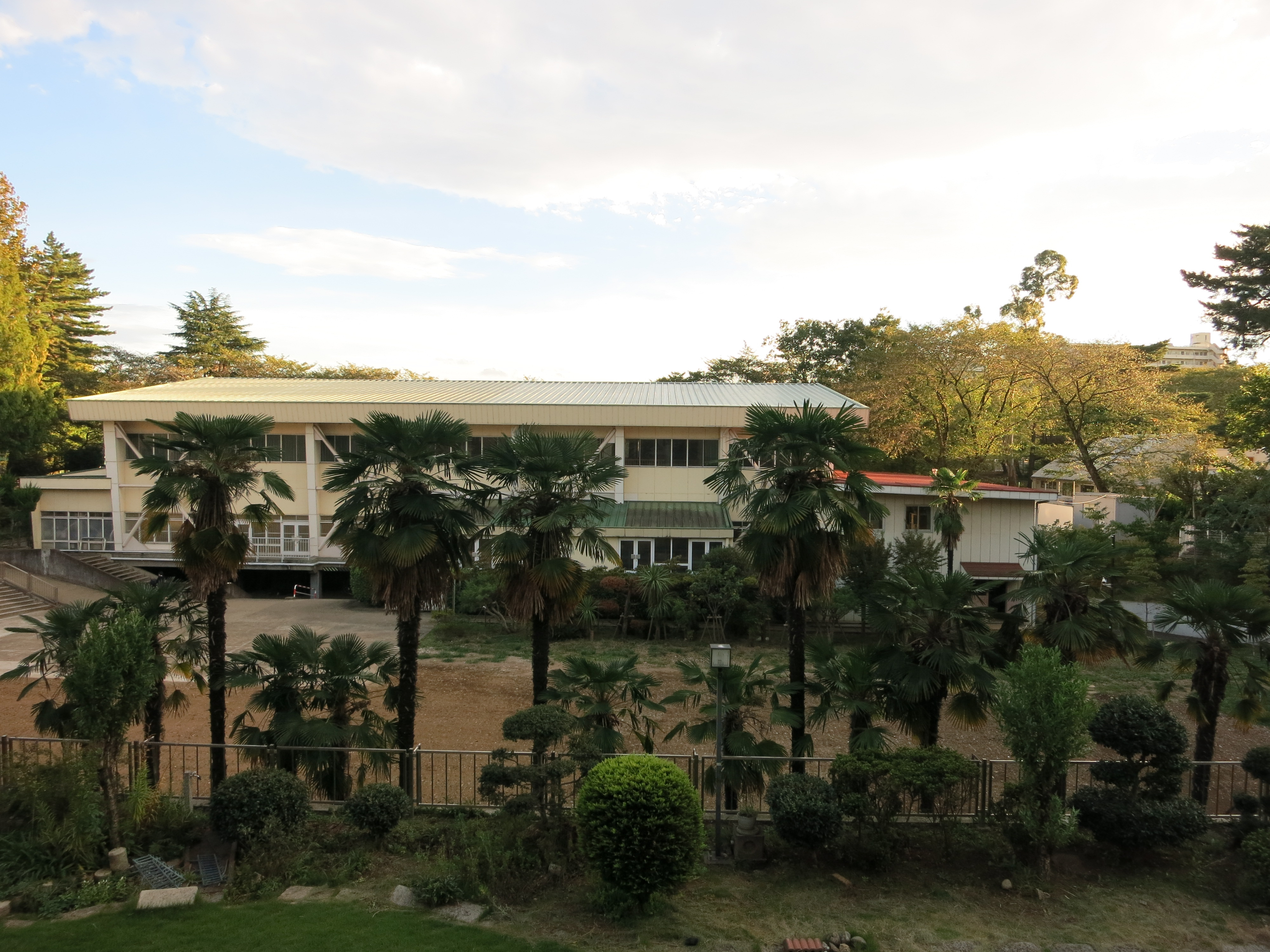
武蔵野キャンパス（旧第1体育館）
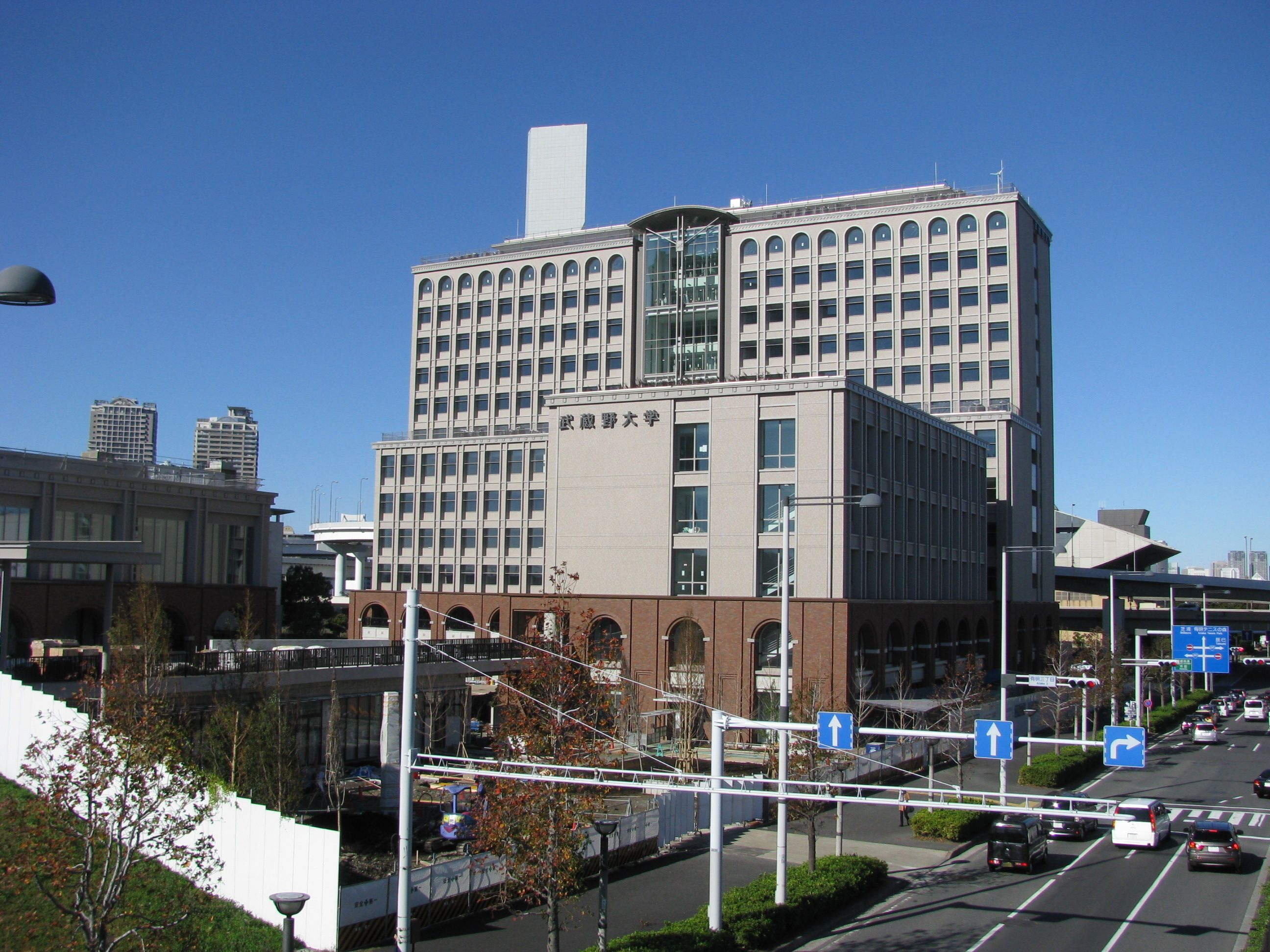
有明キャンパス（1〜3号館）